# Bagnoli di Sopra rosato
Le Bagnoli di Sopra rosato est un vin rosé italien de la région Vénétie doté d'une appellation DOC depuis le 16 août 1995. Seuls ont droit à la DOC les raisins récoltés à l'intérieur de l'aire de production définie par le décret. 

## Aire de production
Les vignobles autorisés se situent en province de Padoue dans les communes de Agna, Arre, Bagnoli di Sopra, Battaglia Terme, Bovolenta, Candiana, Due Carrare, Cartura, Conselve, Monselice, Pernumia, San Pietro Viminario, Terrassa Padovana et Tribano. Le vignoble Colli Euganei est à quelques kilomètres.

## Caractéristiques organoleptiques
- couleur : rosé tendant vers un rouge rubis
- odeur : vineux, agréablement parfumé
- saveur : sec a demi-sec, harmonique.

Le Bagnoli di Sopra rosato se déguste à une température de 9 à 11 °C et il se boit jeune.

## Production
Province, saison, volume en hectolitres :
- pas de données disponibles